# The Shangri-Las
The Shangri-Las — американская поп-группа сформированная в 1963 году в Нью-Йорке.

## История
Группа была образована в 1963 году в нью-йоркском районе Квинс в Средней школе Эндрю Джексона. В коллектив вошли сёстры Мэри Вайс и Элизабет «Бетти» Вайс, а также близнецы Маргерит «Мардж» Гансер и Мэри Энн Гансер. Группа принимала участие в школьных представлениях и конкурсах талантов, благодаря чему на девушек обратил внимание продюсер Арти Рипп, который помог им заключить контракт с Kama Sutra Records. Первая запись группы, «Simon Says», состоялась в декабре 1963 года и позднее была издана на лейбле Smash. Изначально коллектив выступал без названия, однако после заключения своего первого соглашения начал именоваться The Shangri-Las.
В апреле 1964 года группа подписала контракт с Red Bird Records. С девушками стал работать музыкальный продюсер Джордж Мортон, написавший для них первый хит — Remember (Walking in the Sand). К группе пришёл успех: композиция достигла пятого места в чарте США и 14-го в чарте Великобритании. Следующая песня группы, Leader of the Pack, снабжённая звуками ревущего мотоцикла и шумом бьющегося стекла, вошла в число её главных хитов, добравшись до первого места в американском и до 11-го в британском хит-парадах. The Shangri-Las получили признание к концу 1964 года. Они выступали с The Beatles и гастролировали с The Drifters и Джеймсом Брауном. Поскольку Бетти не участвовала в турах до 1966 года, многие фанаты считали, что группа представляет собой трио.
Образ, созданный The Shangri-Las, отличал группу от подобных женских коллективов: девушки были более раскованны, чем их современники. Выступления группы были очень динамичны, а их песни, преимущественно посвящённые подростковым и молодёжным проблемам, сопровождались специально подобранными танцами.
В 1966 популярность The Shangri-Las начала падать. Кроме того прекратила существование компания Red Bird Records, после чего группа подписала соглашение с Mercury Records. Работе с новой звукозаписывающей компанией не сопутствовал успех и в 1968 году группа распалась. 
В 1970-е годы ходили слухи о воссоединении группы. Однако в 1970 году при странных обстоятельствах скончалась Мэри Энн (причинами смерти назывались эпилептический припадок и передозировка наркотиков). В 1996 от рака скончалась её сестра — Маргерит.
В 2007 году Мэри Вайс, бывшая главной вокалисткой в группе, продолжила свою карьеру соло.

## Состав
- Мэри Вайс (28 декабря 1948 — 19 января 2024), главный вокал
- Элизабет «Бетти» Вайс (род. 1946), вокал
- Маргерит «Мардж» Гансер (4 февраля 1948 — 28 июля 1996), вокал
- Мэри Энн Гансер (4 февраля 1948 — 14 марта 1970), вокал

## Дискография

### Альбомы
- 1964 — Leader of the Pack
- 1965 — Shangri-Las-65!

### Синглы
- 1964 — Wishing Well/Hate to Say I Told You So
- 1964 — Remember (Walking in the Sand)/It’s Easier to Cry
- 1964 — Leader of the Pack/What Is Love?
- 1965 — Simon Says/Simon Speaks
- 1965 — Give Him a Great Big Kiss/Twist and Shout
- 1965 — Maybe/Shout
- 1965 — Out in the Streets/The Boy
- 1965 — Give Us Your Blessings/Heaven Only Knows
- 1965 — Right Now and Not Later/The Train From Kansas City
- 1965 — I Can Never Go Home Anymore/Bull Dog
- 1966 — Long Live Our Love/Sophisticated Boom Boom
- 1966 — He Cried/Dressed in Black
- 1966 — Past, Present and Future/Paradise
- 1967 — The Sweet Sounds of Summer/I’ll Never Learn
- 1967 — Take the Time/Footsteps on the Roof

### Сборники
- 1966 — Golden Hits of the Shangri-Las
- 1975 — The Shangri-Las Sing
- 1994 — Myrmidons of Melodrama
- 1996 — The Best of the Shangri-Las
- 2008 — Remembered
- 2008 — Greatest Hits
- 2009 — The Complete Collection